# IC 4099
IC 4099 је елиптична галаксија у сазвјежђу Береникина коса која се налази на листи објеката дубоког неба у Индекс каталогу.
Деклинација објекта је + 24° 1' 47" а ректасцензија 13h 2m 23,2s. Привидна величина (магнитуда) објекта IC 4099 износи 16,1 а фотографска магнитуда 17,1. IC 4099 је још познат и под ознакама NPM1G +24.0305, PGC 1698322.